# Alaküla (Märjamaa)
Pour les articles homonymes, voir Alaküla.
Alaküla est un village de la Commune de Märjamaa du Comté de Rapla en Estonie.